# Mendoncia puberula
Mendoncia puberula là một loài thực vật có hoa trong họ Ô rô. Loài này được Mart. mô tả khoa học đầu tiên năm 1829.